# Canjinjin
Canjinjin é um licor artesanal de propriedade afrodisíaco típico da região de Mato Grosso, produzido por mulheres que transmitem seus conhecimentos ao longo de gerações. De origem africana a bebida tornou-se um símbolo cultural, pois provém da primeira capital do estado, Vila Bela da Santíssima Trindade. O nome Canjinjin é uma homenagem ao príncipe africano Kanjinjin, filho do rei do Congo.

## Contexto

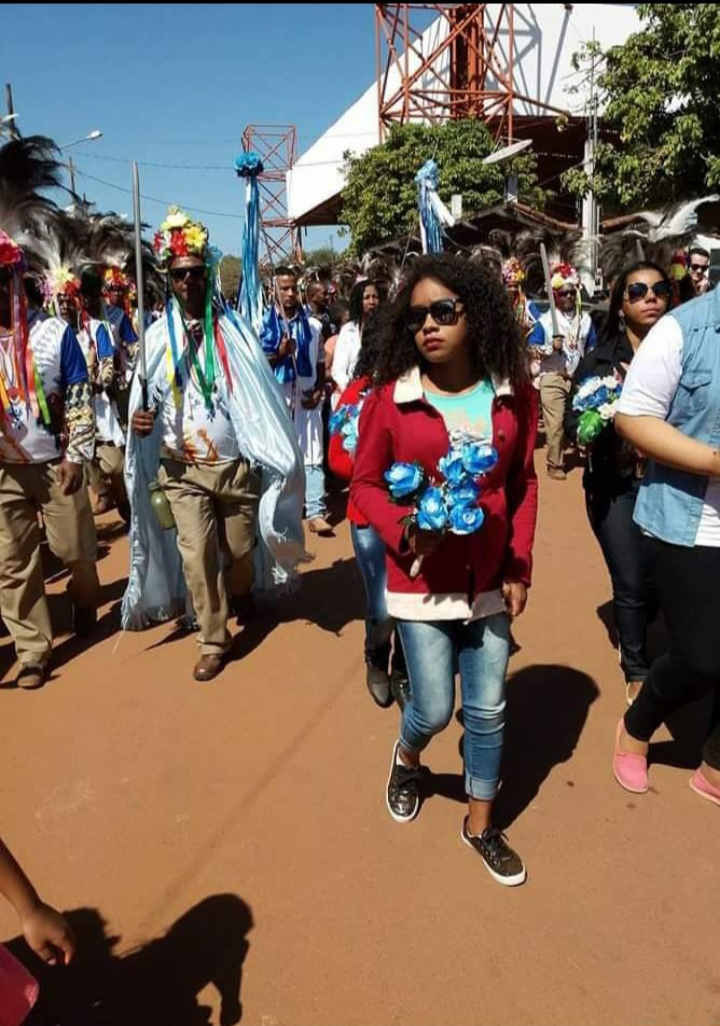
Dança do Congo

Canjinjin é uma bebida alcoólica de origem africana produzida artesanalmente na cidade de Vila Bela da Santíssima Trindade. No início, seu consumo era exclusivamente dos dançantes da dança do Congo durante suas apresentações. Acredita-se que ela tem a função de dar energia para que os dançantes percorram quilômetros. Além disso, por ser considerada uma bebida quente, tem a função de aquecer o corpo durante o frio, sendo ainda um bom remédio para gripe e para o cansaço. Durante os cortejos que o congo faz até as casas dos festeiros da tradicional Festa do Glorioso São Benedito são distribuídas doses da bebida para os dançantes e para aqueles que os acompanham.

### Herança Cultural dos Escravizados

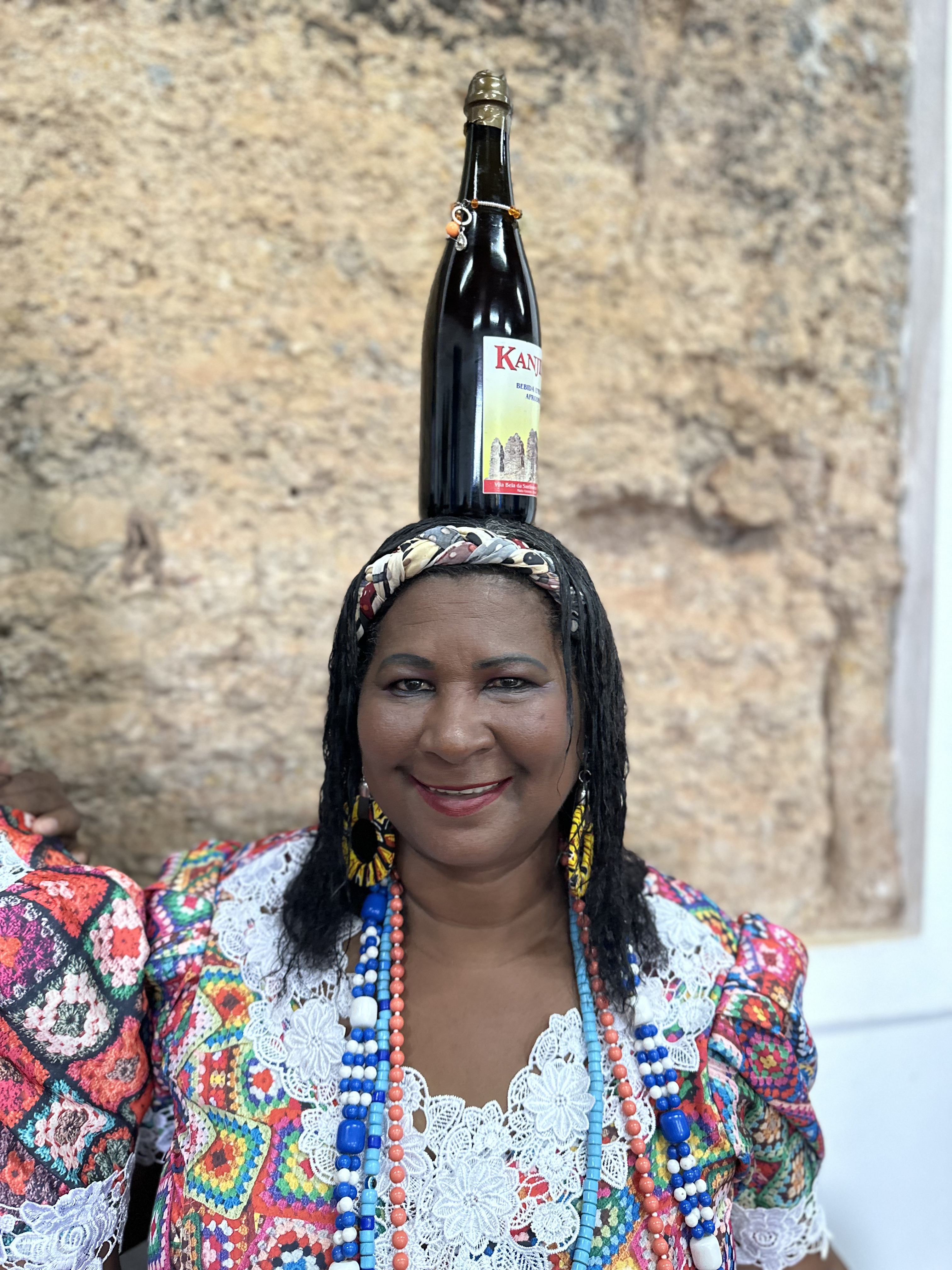
Dançarina do Chorado

A princípio o canjinjin era uma bebida que as dançarinas ofertavam aos reis africanos. O seu nome é uma homenagem ao principe africano Kanjinjin, filho do rei do Congo. Quando o licor foi trazido pelos escravizados, a bebida era só consumida durante a festança, mas através de um projeto criado no século XX a bebida começa a ser comercializada por mulheres da região, em 2017 por meio de uma lei estadual o Canjinjin se torna uma marca cultural vilabelense. Ao dançar a dança do Chorado as dançarinas usam garrafas de canjijin na cabeça durante a apresentação.

## Composição
Em sua composição contém ingredientes como cachaça, mel, gengibre, cravo, canela, erva-doce, e também alguns considerados "secretos" que até então não foram revelados. Sua receita carrega ancestralidade passada ao longo de gerações.